# فهرست فیلم‌های ترسناک دهه ۱۹۸۰
فیلم‌های ترسناک منتشر شده در دههٔ ۱۹۸۰ در مقاله‌های زیر فهرست شده‌اند:
- فهرست فیلم‌های ترسناک ۱۹۸۰
- فهرست فیلم‌های ترسناک ۱۹۸۱
- فهرست فیلم‌های ترسناک ۱۹۸۲
- فهرست فیلم‌های ترسناک ۱۹۸۳
- فهرست فیلم‌های ترسناک ۱۹۸۴
- فهرست فیلم‌های ترسناک ۱۹۸۵
- فهرست فیلم‌های ترسناک ۱۹۸۶
- فهرست فیلم‌های ترسناک ۱۹۸۷
- فهرست فیلم‌های ترسناک ۱۹۸۸
- فهرست فیلم‌های ترسناک ۱۹۸۹